# ターバーン航空

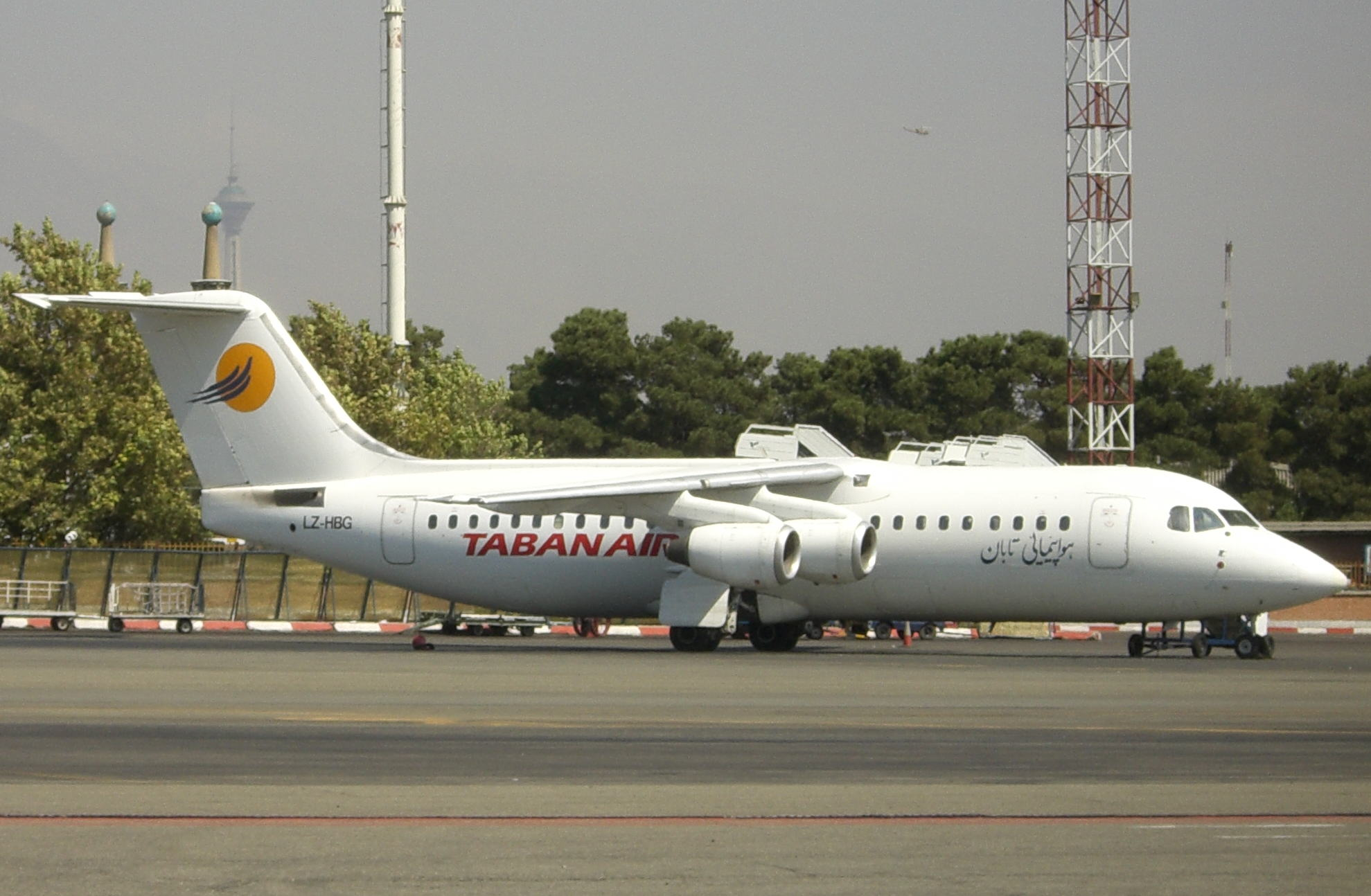
ターバーン航空Ba146（LZ-HBG）

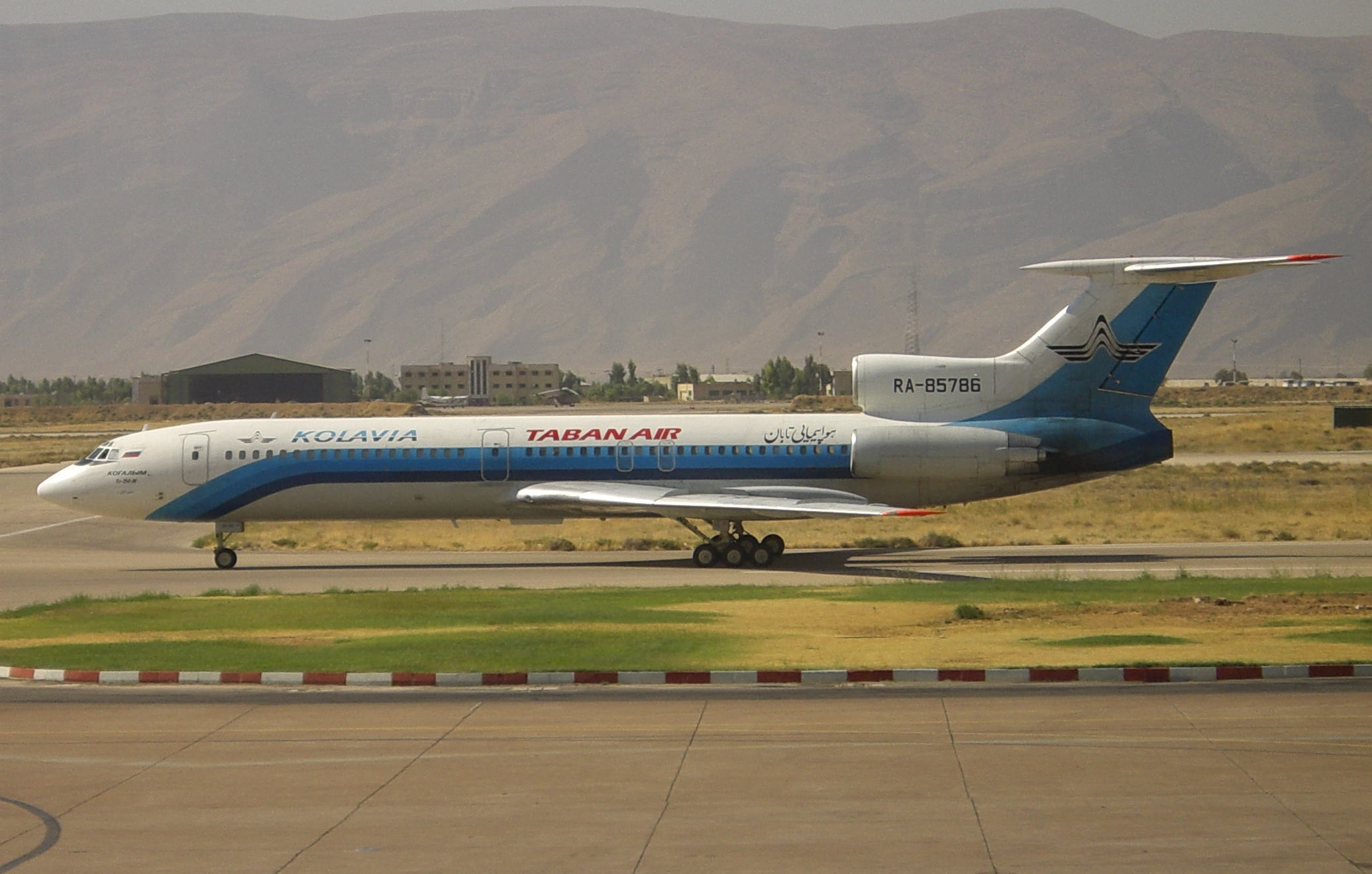
ターバーン航空ツポレフTu-154M（RA-85786）（退役済）

ターバーン航空（英語: Taban Air、ペルシア語: هواپیمایی تابان; Havāpeimā'ī-ye Tābān）はイランの首都テヘランに本社をおく航空会社。運航拠点はマシュハドである。定期運航会社として国際線・国内線・チャーター便を運航する。

## 歴史
ターバーン航空は2005年に設立され、2006年に運航を開始した。設立者はアスガル・アブドッラープールである。

## 就航都市
ターバーン航空は以下の路線を運航している（2009年3月現在）。
国内線定期路線アフヴァーズ、ビールジャンド、チャーバハール、エスファハーン、ケルマーンシャー、ハールク島、キーシュ島、ホッラマーバード、ラシュト、キャラジ、シーラーズ、タブリーズ、テヘラン、ヤズド、ザーヘダーン
国際線定期路線アルマトゥ、ダマスカス、ドバイ、イスタンブール、ナジャフ、キエフ、アストラハン

## 機材
2019年現在の機材は以下の通りである。
- MD-88 - 5機
- RJ85-145 （ブルガリア航空からのリース）- 1機
- A310-300 - 1機

退役機材
- ツポレフ Tu-154M
- B737-300
- B737-400
- B757-200